# Kortene siger -
Kortene siger - er en dansk dokumentarfilm fra 1953 instrueret af Søren Melson og efter manuskript af Ove Sevel.

## Handling
Filmen tager sit udgangspunkt i de nøgterne tal om liv og død, som statistikken indsamler år for år, og fortæller, at brystkræften hvert år kræver mange dødsfald blandt kvinderne. Den opfordrer alle kvinder over 40 år til at søge oplysning om sygdommen, således at den opdages i tide og dens virkninger afværges. Det er den eneste mulighed for at tvinge statistikkens ubarmhjertige kurve nedefter.